# Processidae
Super-famille
Famille
Synonymes
- Hectarthropidae[2]

Les Processidae sont une famille de crustacés décapodes, la seule de la super-famille des Processoidea.

## Liste des familles
Selon World Register of Marine Species (30 décembre 2018) :
- genre Ambidexter Manning & Chace, 1971
- genre Clytomanningus Chace, 1997
- genre Hayashidonus Chace, 1997
- genre Maryprocessa Hendrickx, 2012
- genre Nikoides Paul'son, 1875
- genre Processa Leach, 1815 (in Leach, 1815-1875)